# Скакун елегантний
Скакун елегантний (Cephalota elegans) — наземний вид жука з роду Турун. Європейсько-сибірський степовий вид. Довжина тіла 12-15 мм. Верх має мідний або бронзово-зелений відтінок з білим малюнком на елітрі. Ноги і нижня частина тіла з металевим відтінком. Голова з потужними довгими зубчастими щелепами. Представники цього виду комах — типові хижаки, які полюють протягом доби. Дорослі представники цього виду добре літають і швидко бігають. Личинки живуть у вертикальній норці.